# Groupement d'infanterie no 1
Cet article court présente un sujet plus développé dans : Groupement d'infanterie (1946-1948).
Le groupement d'infanterie no 1 (GI 1) est une unité de l'Armée de terre française, active de 1946 à 1948.

## Composition
Sa composition est la suivante :
- 43e régiment d'infanterie (venu de la 1re DI),
- Ier groupe du 15e régiment d'artillerie (venu de la 1re DI), à La Fère,
- Compagnie du génie 33/1,
- 151e détachement de quartier-général, 151e détachement de transmissions, 451e compagnie de transports, 151e compagnie de ramassage sanitaire, 151e compagnie de réparation, 151e détachement d'intendance.

En avril 1947, le 43e RI devient la 1re demi-brigade d'infanterie, à quatre bataillons : 8e bataillon d'infanterie, 67e bataillon d'infanterie, 16e bataillon de chasseurs à pied et bataillon de commandement no 1.

## Historique
Formé le 1er mai 1946, le GI 1 est stationné à Compiègne. Il reprend les traditions de la 1re division d'infanterie (1re DI).
Le GI 1 met sur pied début 1947 un bataillon de marche (BM/43e RI) envoyé en Indochine.
En 1947-1948, le 16e BCP effectue un séjour de plusieurs mois en Algérie tandis que le 8e bataillon d'infanterie séjourne en Tunisie. Lors des grèves de novembre 1947, le GI forme plusieurs unités à partir de réservistes maintenus ou rappelés : le 208e bataillon d'infanterie, le 216e bataillon de chasseurs à pied et le 215e groupe d'artillerie.
Il est dissous le 31 décembre 1948.

## Commandant
Le GI 1 est commandé par le colonel Nérot.